# Friedrich von Stockheim (1509–1556)

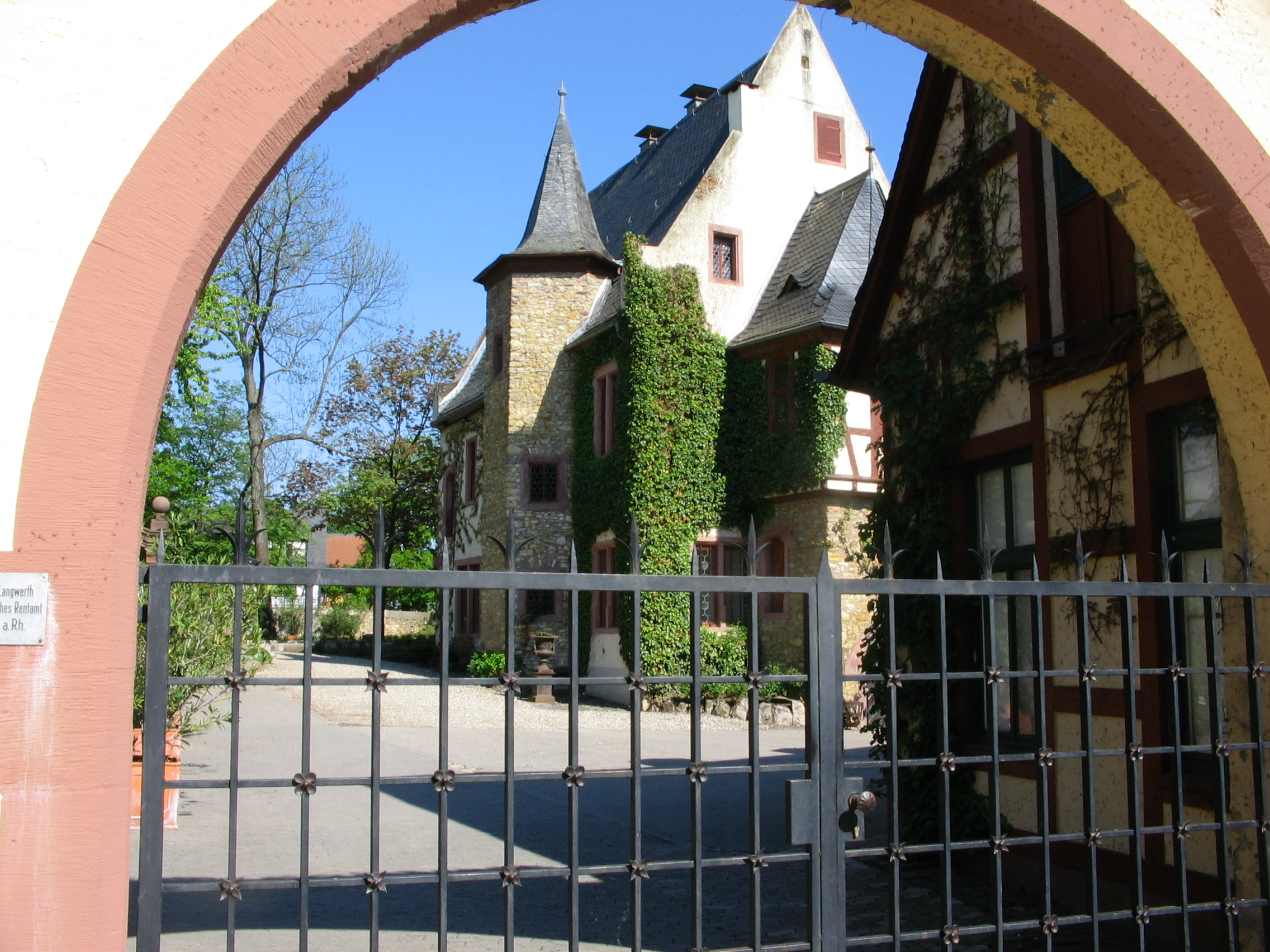
Stockheimer Hof, Eltville am Rhein

Friedrich von Stockheim (* 10. Mai 1509; † 1556 in Geisenheim oder Eltville), aus dem Geschlecht der Herren von Stockheim, war Vizedom des Rheingaus. Zur Unterscheidung von seinem Vater Friedrich, der vor ihm dieses Amt innehatte, wird er in der Literatur auch als Friedrich von Stockheim der Jüngere bezeichnet.
Friedrich von Stockheim war der Sohn von Friedrich von Stockheim (1462–1528) und dessen Frau Irmel von Karben (1484–1529). Er war der Bruder von Karl, Philipp, Johann, Adolf und Clara. Carl, Philip, Johann und Friedrich waren gemeinsam Inhaber des Lehens über das Oberstockheimer Gericht (von Kurpfalz). Adolf wurde Domherr im Dom zu Mainz. Clara war mit Albrecht von Dienheim verheiratet.
Friedrich von Stockheim wurde Domherr, bis er 1526 resignierte. In den Jahren 1544 bis 1556 war er Vizedom des Rheingaus. Er wohnte in Eltville, wo er ein stattliches Haus erbaute, und war auch in Geisenheim begütert.
In erster Ehe heiratete er Dorothea geborene von Venningen und in zweiter Ehe Agnes von Koppenstein. Sie starb 1553 in Eltville und besitzt ein Epitaph in der dortigen katholischen Pfarrkirche Sankt Peter und Paul.
Der Sohn Wilhelm von Stockheim (1539–1584) war seit 1553 Amtmann der Grafschaft Idstein.